# Алекса Томас
Алекса Томас (англ. Alexa Tomas, род. 19 марта 1985 года, Валенсия, Испания) — испанская порноактриса.

## Карьера

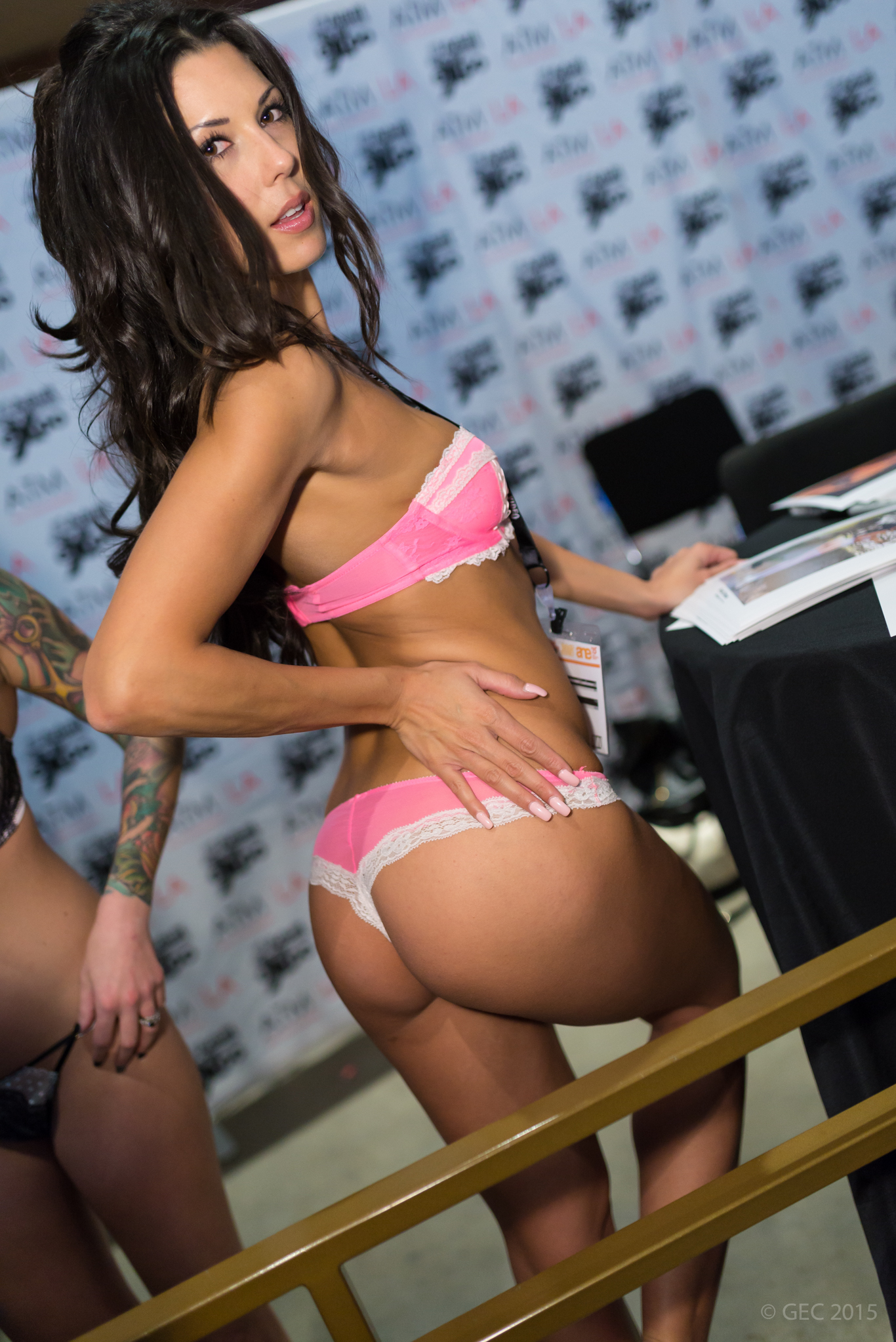

Алекса Томас всегда любила секс, но никогда не рассматривала его как вариант работы. Эта идея исходила от её партнера, порноактёра Джоэла Томаса, который ввёл её в порноиндустрию с испанскими студиями. В настоящее время она снимается за пределами Испании, работает с такими престижными продюсерами, как Private Media Group и Brazzers, и выступает с такими актёрами, как Дэнни Ди, Начо Видаль, Мануэль Феррара и многие другие.

## Личная жизнь
До того, как стать актрисой, работала на фабрике, водителем школьного автобуса в течение 6 лет. Состоит в отношениях с актёром Джоэлом Томасом. Её другие увлечения — животные (у неё живёт несколько кошек и попугаев), спорт (большой любитель фитнеса) и рисование.

## Награды и номинации
| Год  | Церемония         | Результат | Номинация                                          | Работа |
| ---- | ----------------- | --------- | -------------------------------------------------- | ------ |
| 2017 | AVN Awards        | Номинация | Лучшая иностранная исполнительница года            | н/д    |
| 2017 | AVN Awards        | Номинация | Приз зрительских симпатий: самая эпическая задница | н/д    |
| 2017 | Spank Bank Awards | Номинация | Gloryhole Guru of the Year                         | н/д    |
| 2017 | Spank Bank Awards | Номинация | Imported Enchantress of the Year                   | н/д    |
| 2017 | XBIZ Award        | Номинация | Лучшая иностранная исполнительница года            | н/д    |
| 2018 | AVN Awards        | Номинация | Лучшая иностранная исполнительница года            | н/д    |
| 2018 | XBIZ Award        | Номинация | Лучшая иностранная исполнительница года            | н/д    |